# Місія Булліта
«Місія Булліта»  — американська дипломатична місія в Радянську Росію, яка відбулася в 1919 році з ініціативи президента США Вудро Вільсона, його радника полковника Едварда Хауза і прем'єр-міністра Великобританії Девіда Ллойд Джорджа; очолювалася майбутнім першим послом США у СРСР, 28-річним Вільямом Буллітом.
Метою поїздки було безпосереднє ознайомлення як з політичною, так і з економічною ситуацією в РРФСР, а також вироблення умов припинення Громадянської війни в Росії. В ході місії був розроблений і попередньо ухвалений сторонами проєкт розділення колишньої Російської імперії на 23 незалежні держави, який, однак, не був реалізований.

## Історія
Різні сили, що ворогували в Громадянській війні, відправляли своїх представників до Парижа, на мирну конференцію, і ті повідомляли протилежні відомості. Приїжджали і білі офіцери, і люди від більшовиків, які контролювали обидві російські столиці, але уклали сепаратний мир із Німеччиною. Для прояснення ситуації Хаус відправив розвідувальну місію, яка мала розпочати переговори з більшовицьким урядом. Крім Булліта до складу входили два розвідники у цивільному та один американський поет. У Петрограді їх зустріли Зінов'єв та Литвинов. У Москві делегацію прийняв Ленін, з яким у Булліта склалася взаємна симпатія.
У квітні 1919 року Вільям Булліт склав проєкт примирення всіх сторін, що воювали. У ньому передбачалося, що всі фактично існуючі уряди зберігають повну владу на територіях, які вони контролюють, — таким чином колишня Російська імперія ділилася на 23 частини. Деякі з них вже були визнані міжнародною спільнотою: Фінляндія, Українська Народна Республіка та країни Балтії. Але незалежними державами могли стати, наприклад, Південна Росія, Урал, Сибір та Татарстан. Проєкт лягав у загальну концепцію Вільсона про самовизначення народів. Більшовикам, які перебували в найуразливішій ситуації і контролювали найменшу територію за весь період війни, залишалися Москва, Петроград і вісім губерній, що оточували столицю. Ленін погодився із пропозицією. Він підписав план і підтвердив свою участь у запланованій конференції в Осло. Буліту і Хаусу залишалося переконати 22 сторони, що залишилися.
Також під час місії розглядалося питання повернення боргів Російської імперії.
Однак спочатку Вудро Вільсон мав схвалити місію, щоб дипломати отримали владу та повноваження. Вільям Булліт вирушив на зустріч із президентом до Парижа. Розмова так і не відбулася, Вільсон раптово захворів. Історики досі висувають різні версії щодо того, чому так сталося. Президент втомився, і він мав проблеми з серцем; можливо тоді трапився його перший інсульт. Спроби Булліта домогтися продовження переговорів підтримки не отримали, у травні 1919 р. він подав у відставку з Держ. департаменту. Едвард Хаус теж засмутився: зупинивши японців у Владивостоці, він вважав, що Росію треба розділити під контролем західних держав. Але він ще в 1918 році передбачав, що не зможе переконати Вільсона, а отже, не зможе досягти своєї мети встановити мир через розділ колишньої імперії: «…решта світу житиме спокійніше, якщо замість величезної Росії у світі будуть чотири Росії. Одна — Сибір, інші — поділена європейська частина країни». Фактично на той момент Вільсон вже не виявляв інтересу до післявоєнного устрою Росії.